# Babienica
Babienica (daw. Babienice oraz Babinica, niem. Babinitz) wieś sołecka w Polsce położona w województwie śląskim, w powiecie lublinieckim, w gminie Woźniki. Liczy ponad 1000 mieszkańców.
W latach 1975–1998 miejscowość położona była w województwie częstochowskim.
Integralną częścią miejscowości jest i należy do sołectwa znajdujący się na zachód od miejscowości przysiółek Mzyki. Z pól należących do wsi bierze początek Liswarta. Kilkaset metrów od miejscowości znajduje się Góra Grojec.
W pierwszej połowie lat 80. XX wieku w miejscowości zbudowany został kościół pod wezwaniem św. Stanisława Biskupa i Męczennika. Wcześniej miejscowość należała do parafii Lubsza.
Od 1904 roku w miejscowości znajduje się Ochotnicza Straż Pożarna w Babienicy.

## Pochodzenie nazwy
Według legendy nazwa Babienica pochodzi od baby, która jako jedyna osoba we wsi przetrwała wielką zarazę. Motyw ten ukazany jest w herbie miejscowości.
O pochodzeniu nazwy miejscowości istnieją dwie legendy.
Pierwsza mówi o zarazie, która w krótkim czasie uśmierciła wszystkich mieszkańców, oprócz jednej kobiety. Ludzie bali się zbliżać do granic miejscowości. Znalazł się jednak śmiałek, który po powrocie miał wypowiedzieć słowa: "zaraza wszystkich zabiła, a jednej babie nic nie zrobiła". Inne podanie głosi, że ocalała kobieta wymodliła swoje życie przed kapliczką, która kiedyś stała w miejscu dzisiejszej murowanej kaplicy. Wizerunek klęczącej pod krzyżem kobiety widnieje na herbie Babienicy. Pieczęć z tym herbem pochodzi z 1829 roku. Używano jej do 1922 roku na niemieckiej pieczęci, a następnie wizerunek przeniesiono na pieczęć polską. Krzyż w herbie jest złoty, kobieta ubrana na biało, niebieskie tło.
Drugi, starszy herb też związany jest z legendą. Po raz pierwszy, pieczęci z herbem użyto na dokumencie z 1802 roku. Przedstawia ona kobietę trzymającą w ręku nić. Ta babia nić nawiązuje do legendy głoszącej, że dawno temu Babienica słynęła z wyrobu tkanin wykonanych z nici i przędzy wyrabianych przez jedną z kobiet. Kiedy pewnego dnia kobieta opuściła, z niewiadomych przyczyn, wioskę rzemiosło upadło.

Nieoficjalny herb wsi Babienica
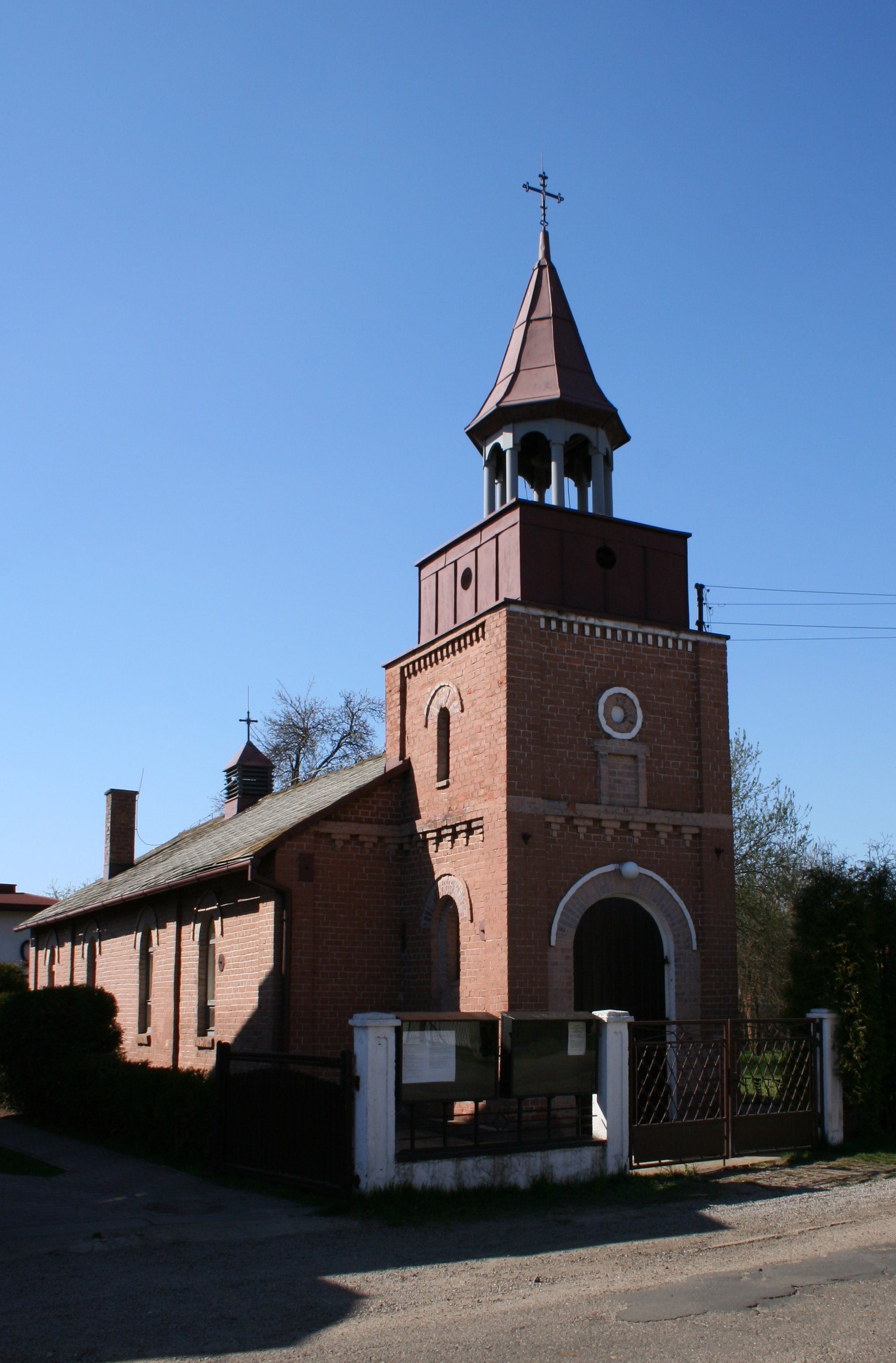
Kaplica Matki Bożej Różańcowej w centralnej części wsi

## Kaplica św. Stanisława
Kaplicę św. Stanisława przy ulicy Głównej zbudowali w 1894 roku mieszkańcy Babienicy. Powstała ona z inicjatywy sołtysa Józefa Słota. Pierwszą mszę odprawiono dopiero w 1914 roku. Od połowy lat 70. w kaplicy odprawiano każdą mszę niedzielną, aż do zbudowania nowego kościoła. Obecnie patronką kaplicy jest Matka Boża Różańcowa, dlatego w roku odprawia się tylko dwie msze: podczas świąt patronalnych św. Stanisława oraz Matki Bożej Różańcowej.

## LKS Orzeł Psary-Babienica
We wsi działa klub sportowy Orzeł Psary-Babienica, założony w 1931 r. Klub ma barwy czerwono-żółto-zielone. Sekcja piłki nożnej w latach 2007-2011 występowała w III lidze. 3 sierpnia 2011 r. doszło do fuzji klubów Skra Częstochowa i LKS Orzeł Psary Babienica. Na mocy zawartego porozumienia Skrze przekazano sekcję piłki nożnej Orła składającą się z dwóch drużyn seniorskich i dwóch drużyn młodzieżowych. Ponadto zajęła ona miejsce Orła w III lidze. W następnym sezonie 2011/2012 zespół Orła Babienica rozpoczął rozgrywki w lublinieckiej A klasie.